# デヴィッド・ジェンキンス (フィギュアスケート選手)
デヴィッド・ウィルキンソン・ジェンキンス（David Wilkinson Jenkins、1936年6月29日 - ）は、アメリカ合衆国出身の男性フィギュアスケート選手。1960年スコーバレーオリンピック男子シングル金メダリスト。1956年コルティナダンペッツォオリンピック男子シングル銅メダリスト。1957年、1958年、1959年世界フィギュアスケート選手権チャンピオン。

## 経歴
- 1956年コルティナダンペッツォオリンピックで銅メダルを獲得。
- 1957年、1958年、1959年世界選手権3連覇。
- 1957年より1960年まで全米選手権4連覇。
- 1960年スコーバレーオリンピックで金メダルを獲得。
- なお、コルティナダンペッツォオリンピック男子シングル金メダリストのヘイス・アラン・ジェンキンスは4歳年上の実兄であり、スコーバレーオリンピック女子シングル金メダリストのキャロル・ヘイスは義理の姉にあたる。
- 1976年世界フィギュアスケート殿堂入り。

## 主な戦績
| 大会/年      | 1953-54 | 1954-55 | 1955-56 | 1956-57 | 1957-58 | 1958-59 | 1959-60 |
| ------------ | ------- | ------- | ------- | ------- | ------- | ------- | ------- |
| オリンピック |         |         | 3       |         |         |         | 1       |
| 世界選手権   |         | 3       | 3       | 1       | 1       | 1       |         |
| 全米選手権   | 2       | 2       | 3       | 1       | 1       | 1       | 1       |